# Realme Q
realme Q（海外版：realme 5 Pro）是realme于2019年9月5日线上“真敢说”脱口秀中发布的一款智能手机。realme Q搭载高通骁龙712 AIE处理器，配备高通Adreno 616 GPU和第三代AI处理引擎，采用LPDDR4X+UFS2.1高速搭配方案，采用20W VOOC闪充3.0技术，预装系统为基于Android Pie的ColorOS 6.0。realme Q正面搭载6.3英寸FHD+ 分辨率IPS水滴屏，屏占比为90.6%，前置1600万像素IMX 471摄像头，后置800万广角+4800万IMX 586主摄+200万景深+200万微距四摄组合，电池容量为4035mAh。
海外版以「realme 5 Pro」之名上市。

## 配色和规格
realme Q 全系列首发价格为：
- 4GB+64GB：998元
- 6GB+64GB：1198元
- 8GB+128GB：1498元